# Зуляк Богдан Романович
Богда́н Рома́нович Зуляк (21 лютого 2001, с. Збручанське, Тернопільська область — 19 серпня 2022, Донецька область) — український військовослужбовець, солдат Збройних сил України, учасник російсько-української війни. Кавалер ордена «За мужність» III ступеня (2022).

## Життєпис
Богдан Зуляк народився 21 лютого 2001 року в селі Збручанське, нині Мельнице-Подільської громади Чортківського району Тернопільської области України.
Командир кулеметного відділення.
У 2019 році підписав перший контракт, другий — у лютому 2022 року. Загинув 19 серпня 2022 року на Донеччині.
Похований 22 серпня 2022 року в родинному селі.

## Нагороди
- орден «За мужність» III ступеня (22 червня 2022) — за особисту мужність і самовіддані дії, виявлені у захисті державного суверенітету та територіальної цілісності України, вірність військовій присязі[1];
- медаль «Захиснику Вітчизни» (13 березня 2022) — за особисту мужність і самовіддані дії, виявлені у захисті державного суверенітету та територіальної цілісності України, вірність військовій присязі[2].

## Військові звання
- молодший сержант (на 2.3.2023),
- солдат (на 13.3.2022).